# Anonim z Normandii
Anonim z Normandii (także: Anonim z Yorku, Anonim z Rouen), (przełom XI i XII w.) – prawnik, teolog, nazywany prekursorem reformacji angielskiej.
Poważną część jego spuścizny (autor 31 traktatów) stanowią rozważania jawnie antygregoriańskie. Podważał prymat Kościoła rzymskiego (za matkę wszystkich Kościołów uznawał Jerozolimę), negował potrzebę istnienia papiestwa, opowiadał się przeciw celibatowi, preferował władzę świecką nad duchowną.
Był autorem oryginalnej koncepcji traktującej króla jako osobę podwójną (persona mixta), pochodzącą z jednej strony z natury, z drugiej z łaski bożej.

## Dzieła
- De consecratione pontificum et regnum